# Wacław Moycho
Wacław Moycho (ur. 3 lipca 1884 w Warszawie, zm. 16 września 1965 w Ciechocinku), polski botanik, fizjolog.
Szkołę średnią ukończył w Warszawie. W roku 1904 podjął studia na uniwersytecie we Fryburgu. Od 1905 kształcił się na Cesarskim Uniwersytecie Wiedeńskim. Od 1906 przebywał i studiował w Paryżu, gdzie uzyskał licencjat nauk przyrodniczych. W roku 1915 otrzymał stopień doktora nauk przyrodniczych z zakresu fizjologii ogólnej i przez dwa lata pracował jako asystent w katedrze fizjologii ogólnej a w roku 1918 został stypendystą Akademii Paryskiej.
Po I wojnie światowej w roku 1919 powrócił do Polski do Warszawy, gdzie podjął pracę w Państwowym Zakładzie Badawczym Środków Żywnościowych. Równocześnie został adiunktem w Zakładzie Botaniki Ogólnej SGGW.
W roku 1928 rozpoczął pracę w Zakład Fizjologii Roślin Uniwersytetu Warszawskiego. W dalszym ciągu współpracował z SGGW prowadząc wykłady z fizjologii roślin.
Po uzyskaniu tytułu naukowego na Uniwersytecie Warszawskim rozpoczął w roku 1932 wykłady z fizjologii roślin oraz mikrobiologii na Uniwersytecie Wileńskim. Po pięciu latach pracy w Wilnie mianowany został profesorem nadzwyczajnym.
W okresie II wojny światowej przebywał na terenie Warszawy, gdzie wykładał w tajnym Uniwersytecie Warszawskim. Szkolił studentów aż do czasu wybuchu powstania warszawskiego.
Po wojnie w czerwcu 1945 roku przeniósł się do Łodzi, gdzie był współorganizatorem Uniwersytetu Łódzkiego. Tam pracował w katedrze Fizjologii i Mikrobiologii, gdzie zajmował się badaniami w zakresie mikrobiologii, witaminologii i wirusologii. Przepracował do roku 1960 kiedy to przeszedł na emeryturę.
Był członkiem korespondentem Towarzystwa Naukowego Warszawskiego. Odznaczony Krzyżem Oficerskim Orderu Odrodzenia Polski.
Wacław Moycho zmarł w Ciechocinku, pochowany został na Cmentarzu Powązkowskim w Warszawie.